# Brachypelma klaasi
Brachypelma klaasi ist eine Vogelspinne aus Mexiko und gilt als eine der seltensten Spinnen der Gattung Brachypelma.

## Lebensraum
Brachypelma klaasi kommt ausschließlich im Südwesten von Mexiko vor. Dort ist sie in Höhen von 300 bis 1400 m über dem Meeresspiegel zu finden. Sie gräbt tiefe Wohnhöhlen, in denen sie sehr zurückgezogen lebt. Die größten Bestände der Art lassen sich um das Biosphärenreservat Chamela-Cuixmala finden, aber auch im Gebirgszug Sierra Madre Occidental und im Gebiet des Vulkans Colima ist sie anzutreffen. 
Ihr Lebensraum zeichnet sich vor allem durch trockene Gebiete aus, in denen eine Luftfeuchtigkeit von 70 bis 80 % herrschen kann.

## Aussehen und Beschreibung
Eine ausgewachsene Spinne erreicht etwa eine Körpergröße von 7 bis 8 cm. Die Behaarung ist fast schwarz. Auf dem Abdomen (Hinterleib) und den Beinen geht die Färbung in rot, orange oder braun über. Zu den Spinnwarzen hin wird die entstehende Färbung vom Hinterleib aus dichter. 
Sie gehört zu den sogenannten Bombardierspinnen, die sich durch Abstoßen ihrer Brennhaare verteidigen. Diese können auch beim Menschen ein Jucken oder Brennen verursachen. Ansonsten gilt die Art als launische, aber friedliche Vertreterin ihrer Gattung. 
Im Idealfall liegt die Lebenserwartung bei 15 bis 20 Jahren. 

## Gefährdung und Schutz
Im Washingtoner Artenschutz-Übereinkommen wird die Spinne unter Anhang B gelistet. Besonders bedroht ist sie durch illegalen Wildfang für den Haustiermarkt. Durch das langsame Wachstum der Spinne ergibt eine Schätzung, dass es in freier Wildbahn lediglich 0,1 % der Tiere von einem Ei zum ausgewachsenen Exemplar schaffen.

## Wissenswertes
- Der Name klaasi leitet sich von dem Vogelspinnen-Experten Peter Klaas ab, der 1992 das erste Weibchen der Art entdeckte.
- Im englischsprachigen Raum ist die Spinne auch unter dem Namen Mexican pink tarantula bekannt.
- Obwohl das Tier eigentlich ein Bodenbewohner ist, wurden schon männliche Exemplare auf Bäumen gefunden. Dies wird durch den Wandertrieb der Tiere erklärt.